# Католицизм в Кыргызстане
Католицизм в Кыргызстане или  Римско-католическая Церковь в Кыргызстане является частью всемирной Католической Церкви. В настоящее время на территории всей Кыргызстане действует Апостольская администратура во главе с о. Энтони Коркораном О.И., нынешним апостольским администратором. Католические приходы обслуживают семь иезуитов, один епархиальный священник и шесть монахинь. Большинство верующих составляют потомки ссыльных поволжских немцев, поляков и других европейских этнических групп, которые прибыли в Кыргызстан во время сталинских репрессий и после II Мировой войны.

## История
Впервые представители католицизма появились на территории нынешнего Кыргызстана в XIII—XIV веках. Распространение христианство шло в основном по Великому шёлковому пути. В 1320 — 30 гг. в Семиречье из Армалека (сегодня — Кульджа, Китай), где находилась кафедра католического епископа, вели активную деятельность католические миссионеры. В конце XIV века из-за притеснений исламских правителей католическая миссии постепенно затухла.
В 1871 — 81 гг. территория нынешнего Кыргызстана находилась в попечении епископа Кульджи. В 1897 году католики города Оша составляли 0,6 % всего населения города.
В начале XX века в Кыргызстан стали прибывать переселенцы из католических частей Российской империи. Первая католическая община в Кыргызстане была основана в селе Люксембург, состоявшая из переселившихся сюда переселенцев из немецкой части Поволжья и Оренбуржья. Во время I Мировой войны на территории Кыргызстана находились военнопленные из Германии и Австро-Венгрии. С 1921 года Кыргызстан входил в состав Апостольского викариата Сибири. В 30-х годах XX века и перед началом II Мировой войны в Кыргызстан стали прибывать ссыльные и репрессированные поволжские немцы, западные украинцы и белорусы. После II Мировой войны в Кыргызстане, где не было такого сильного наблюдения над бывшими репрессированными, какое было в Европейской части СССР, а также находились многочисленные национальные диаспоры стали селиться бывшие репрессированные поволжские немцы и иные представители репрессированных народов. В 50-х годах XX века на территории Кыргызстана действовали подпольные католические общины. В 1969 году была зарегистрирована первая католическая община в городе Фрунзе, которая в 1981 году насчитывала 533 человека.
После обретения Кыргызстана независимости в 1991 году католические общины Кыргызстана вошли в состав Апостольской администратуры Центральной Азии. В 1995 году католики Кыргызстана вошли в состав Апостольской администратуры Казахстана. В 1997 году Римский папа Иоанн Павел II учредил в Кыргызстане автономную католическую миссию Sui iuris, которой руководили иезуиты. В 2006 году Святой Престол учредил в самостоятельную Апостольскую администратуру, епископом которой был назначен иезуит Николай Мессмер. В настоящее время на территории Кыргызстана действуют приходы в Бишкеке, Таласе и Джалал-Абаде. Также существуют многочисленные небольшие группы католиков в других населенных пунктах Кыргызстана.
9 апреля 1994 года были установлены дипломатические отношения между Ватиканом и Кыргызстаном.
1 июня 2019 года римский папа Франциск учредил Апостольскую администратуру для католиков византийского обряда Казахстана и Средней Азии с центром в городе Караганда, которая распространяет свою юрисдикцию также и на территорию Кыргызстана. Её первым ординарием был назначен священник Василий Говера.

## Источник
- Католическая Энциклопедия, т. 2, изд. Францисканцев, М., 2005, ISBN 5-89208-054-4